# Ивате (крейсер)
Ивате (яп. 磐手 иватэ) — японский броненосный крейсер I класса типа «Идзумо», участвовавший в русско-японской войне. Назван в честь вулкана Иватэ в северо-восточной части острова Хонсю.
Четвёртый по счету крейсер, построенный по программе 1896 года (так называемая «Программа шесть-шесть»).
Проект разработан кораблестроителем сэром Филипом Уоттсом и представлял собой усовершенствованный тип «Асама» с водотрубными котлами вместо огнетрубных и крупповской броней вместо гарвеированной. Заложен в ноябре 1898 года.

## История службы
- 1904—1905 — Участвовал в русско-японской войне в качестве флагманского корабля младшего флагмана 2-го боевого отряда 2-й эскадры контр-адмирала Хайяо Симамуры.
  - Участвовал в бою 1 (14) августа 1904 года с Владивостокским отрядом крейсеров, получил более 10 попаданий (40 убитых, 47 раненых), сильные повреждения, находился в ремонте до 6 (19) августа[1].
  - Участвовал в Цусимском сражении (14 (27) мая — 15 (28) мая 1905 года), получил 17 попаданий (из них 2x305-мм, 3х203-мм, 2х152-мм, 1х120-мм, 5х75-мм) (15 раненых).
- Участвовал в Первой мировой войне в качестве флагманского корабля 4-го боевого отряда 2-й эскадры. Дислоцировался в Циндао, затем сопровождал караваны в Индийском океане между Сингапуром и Суэцким каналом.
- После войны использовался в качестве учебного, базировался в Йокосуке, совершил несколько походов в Индийский океан и Южную Америку.
- 1 сентября 1921 — Переквалифицирован в корабль береговой обороны I класса.
- Ноябрь 1924 — Включен в состав отряда кораблей, отправленного в Бразилию для участия в празднествах по случаю 100-летия независимости этой страны.
- 30 мая 1931 — Переквалифицирован в корабль береговой обороны.
- 1 февраля 1940 — Зачислен в 12-й отряд 3-й вспомогательной эскадры.
- 1 июля 1942 — Вооружен современными зенитными орудиями и переквалифицирован в крейсер I класса.
- 19 марта 1944 — Повреждён тремя бомбами, разорвавшимися вблизи борта, в результате налёта американской авиации на Курэ.
- 24 июля 1945 — Потоплен пятью бомбами, разорвавшимися вблизи борта, в результате налёта американской авиации на Курэ. Затонул под 34°14′ с. ш. 132°30′ в. д.HGЯO.
- 30 ноября 1945 — Исключён из списков флота.
- 1947 — Поднят и разобран на металлолом в Хариме.

## Командиры корабля
- капитан 1-го ранга Ямада Хикохати (Yamada, Hikohachi) — командовал кораблем с 17 июня 1899 года по 17 мая 1901 года[2].
- капитан 1-го ранга Такэтоми Куниканэ (Taketomi, Kunikane) — с 6 июля 1901 года по 12 января 1905 года[3].
- капитан 1-го ранга Кавасима Рэйдзиро (Kawashima, Reijiro) — с 12 января 1905 года по 2 февраля 1906 года[4].
- капитан 1-го ранга Ямасита Гэнтаро (Yamashita, Gentaro) — командовал кораблем с 2 февраля 1906 года по 22 октября 1906 года[5].
- капитан 1-го ранга Арима Рёкицу (Arima, Ryokitsu) — с 22 ноября 1906 года по 17 декабря 1907 года[6].
- капитан 1-го ранга Исида Итиро (Ishida, Ichiro) — с 27 декабря 1907 года по 15 сентября 1908 года[4].
- капитан 1-го ранга Мано Ивадзиро (Mano, Iwajiro) — с 15 сентября 1908 года по 4 марта 1909 года[6].
- капитан 1-го ранга Китано Кацуя (Kitano, Katsuya) — с 4 марта 1909 года по 1 декабря 1910 года[6].

## Фотографии

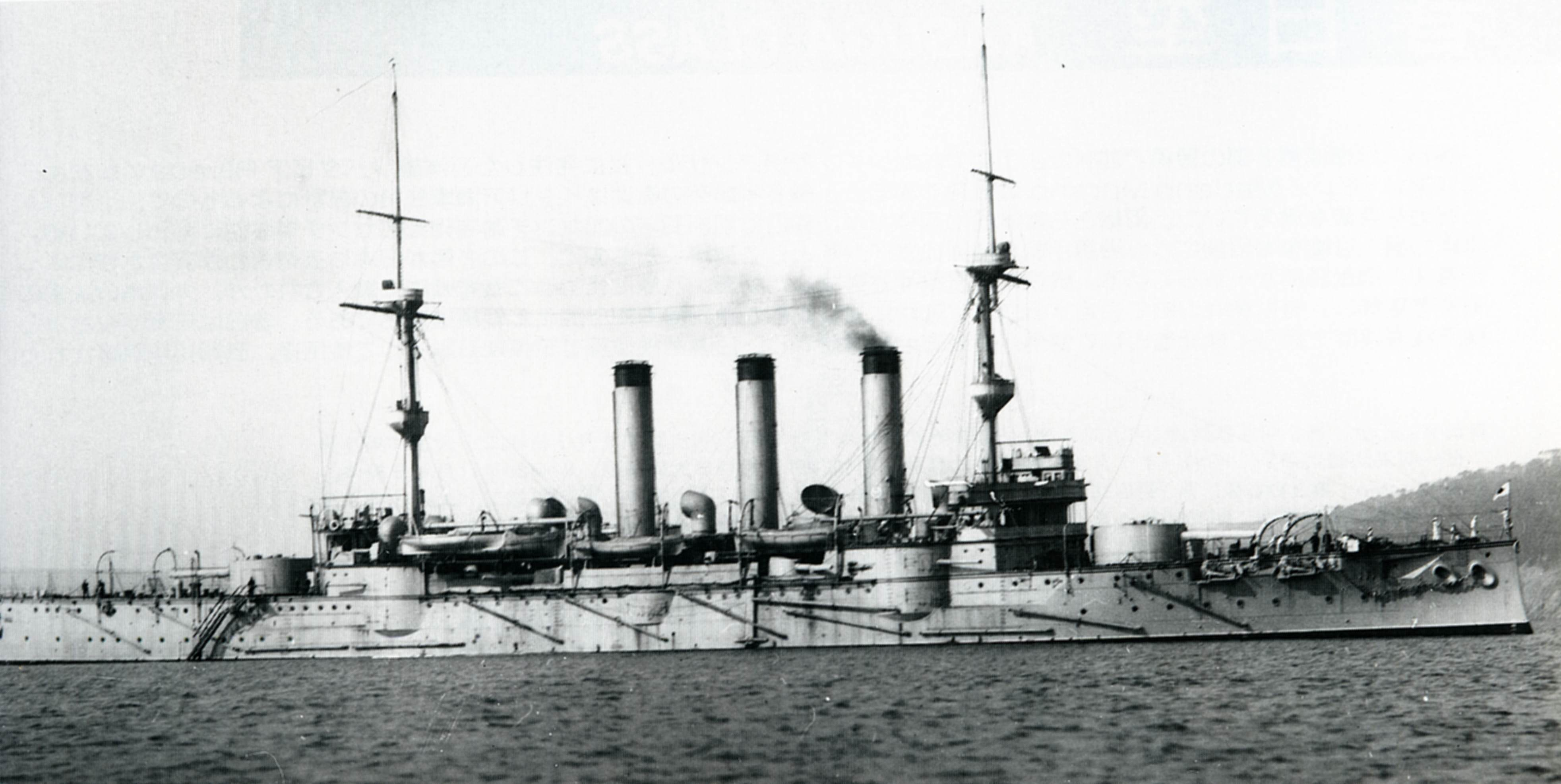
В Плимуте, 1900
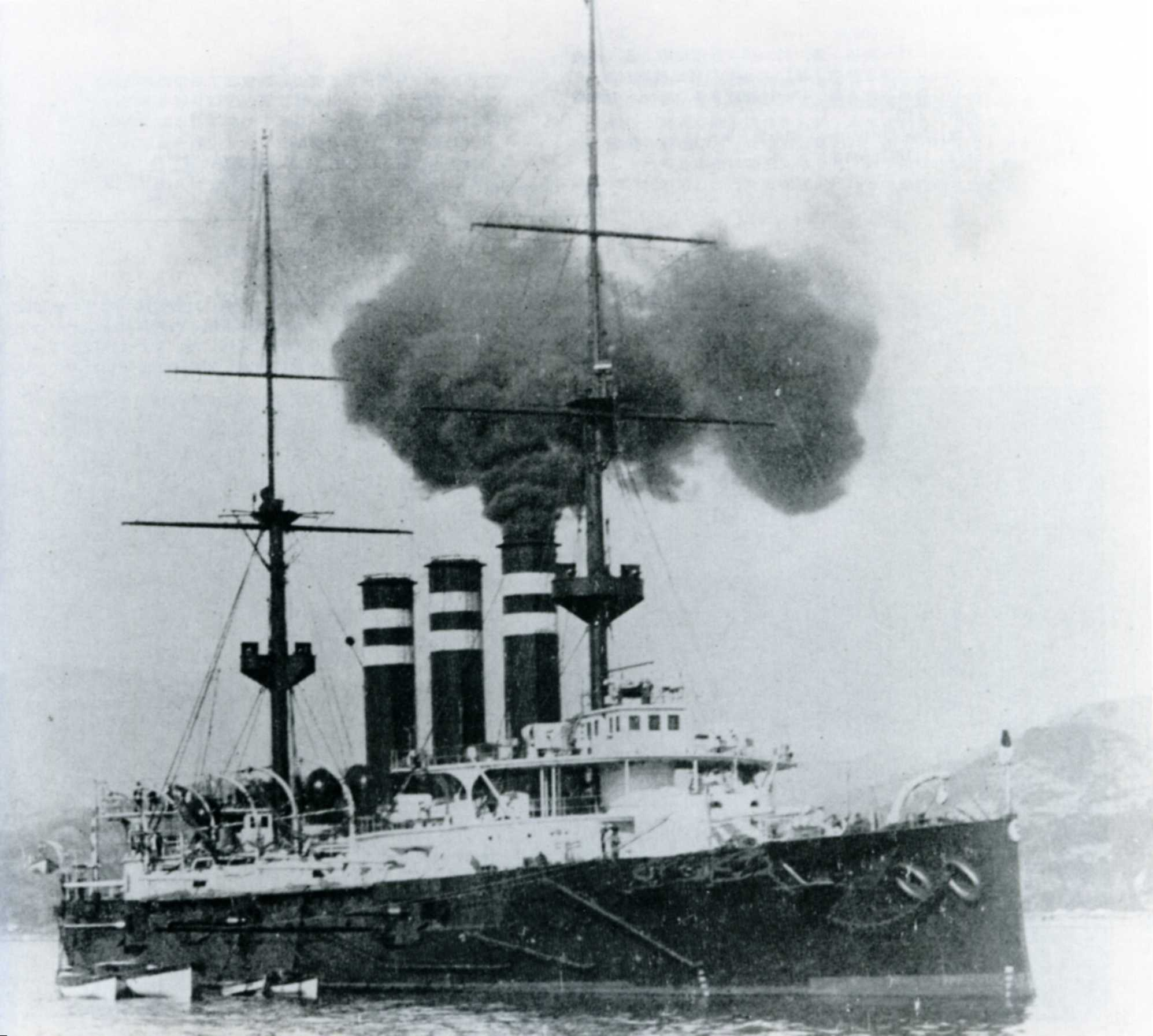
В 1902 году
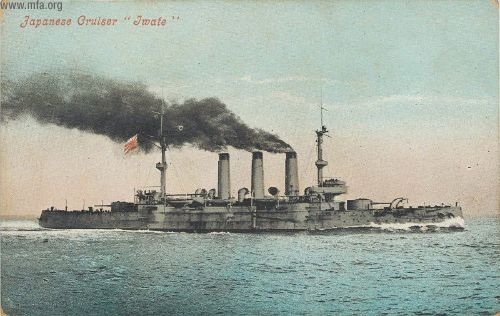
Открытка, ок. 1905 года